# T-34-85
O T-34-85 foi um carro de combate médio utilizado durante a Segunda Guerra Mundial pela União Soviética. Desenvolvido como o sucessor do revolucionário T-34, o tanque médio símbolo da resistência soviética durante a ofensiva alemã.  
Sua nova torre, com 3 tripulantes, cúpula para o comandante e um novo canhão mais poderoso foi uma resposta ao Panther e Tiger das forças do eixo, que possuíam blindagem demasiadamente espessa para serem derrotadas a uma distância segura pelo T-34.  

## Descrição
Desenvolvido entre 1943 e 1944, a partir do padrão T-34 armados com canhões do período, passando dos 76,2 mm do T-34/76, o T-34/85 foi construído com o mesmo casco dos modelos anteriores do T-34, mas difere do seu antecessor, devido à torre muito maior, que, ao contrário das versões anteriores tinham uma blindagem muito espessa e poderia acomodar três tripulantes no interior (comandante, artilheiro e municiador) o seu  armamento principal, constituído por uma arma de cano longo de 85 mm.
Pretendeu-se alcançar a igualdade de armas contra o Panther alemão e tanques Tiger, armados com armas, respectivamente de calibres entre 75 e 88 mm, o que até então tinha-se mostrado superior ao armamento do T-34/76. 
Inicialmente, foi também avaliado o canhão de 57 mm de alta velocidade, que deram resultados superiores do que arma anti-tanque de 85 milímetros, mas não teve um bom desempenho anti-infantaria, isso numa doutrina militar soviética foi uma falha grave, porque os tanques estavam a ser verdadeiramente uma maquina multi-função, com bom contraste, não apenas em tanques inimigos, mas também para a infantaria, bunkers e artilharia. 
Esta filosofia foi diametralmente oposta à da Alemanha, que incide sobre a especialização dos tanques, cada um deles foi capaz de realizar adequadamente uma ou duas funções, no máximo.
O T-34/85 foi bem sucedido em batalha, principalmente na de Kursk e em pouco tempo os T-34/76 foram retirados de serviço de primeira linha, como eles ficaram disponíveis foram transferidos para novas unidades blindadas dentro da união soviética ou foram transferidos para unidades blindadas da Polônia e Iugoslávia. 
No final da guerra os tanques T-34/85 haviam se tornado o principal tanque em serviço no exército soviético e nos países da Europa Oriental que receberam as primeiras entregas do carro em 1946 e permaneceu por muitos anos como principal plataforma blindada do país durante a Guerra Fria, até que foi substituído por uma versão mais moderna derivada de seu irmão T-40 os T-54/T-55.
No entanto, com o fim da Segunda Guerra Mundial ele ainda foi utilizado durante a Guerra da Coréia, pelo Exército norte-coreano e durante a Revolução Húngara, onde foi empregado por ambos os lados durante o conflito. E durante a Guerra árabe-israelense utilizado principalmente pelo Egito e Síria, e finalmente, na fase final da Guerra do Vietnã.
Em resumo, era um carro bem gerido, bem armado e protegido, mas, inevitavelmente, tornou-se obsoleto com o surgimento da primeira geração de tanques pós-guerra, mas manteve uma mobilidade invejável, rusticidade e boa alimentação tudo considerado baixo quando comparado potência do motor. No entanto, ele permanece na reserva do exército cubano e vietnamita.
As versões de produção do T-34/85 divide-se em 1943, 1944 e 1945, diferentes uns dos outros apenas em pequenos detalhes da configuração de sistemas ópticos e ventilação da torre.

## Problema com o sistema de suspensão
Embora famoso pela inovação que representou a sua blindagem inclinada, o que é normalmente esquecido pelos analistas, é que o T-34 nunca foi considerado completamente satisfatório pelos militares soviéticos, sendo-lhe apontados vários defeitos.
O principal problema que nunca foi resolvido, foi o do sistema de suspensão Christie, inventado nos Estados Unidos nos anos 20, que foi utilizado no T-34.
Esse sistema utilizava molas extremamente volumosas, que ocupavam grande quantidade de espaço dentro do veículo. Foram feitas várias tentativas para resolver o problema, mas ainda durante a guerra, o aparecimento dos carros de combate alemães Panther levaram a que todos os esforços de desenvolvimento do T-34 se centrassem num novo armamento mais poderoso sendo escolhido o de calibre 85mm.
A questão do sistema de suspensão nunca chegou por isso a ser resolvida, e só mais tarde quando um novo carro de combate foi desenhado (o T-547), essa questão foi considerada.

## Principal Utilizador
- União Soviética
- Designação Local: T-34/85
- Quantidade Máxima: 19.430
- Quantidade em serviço: 0

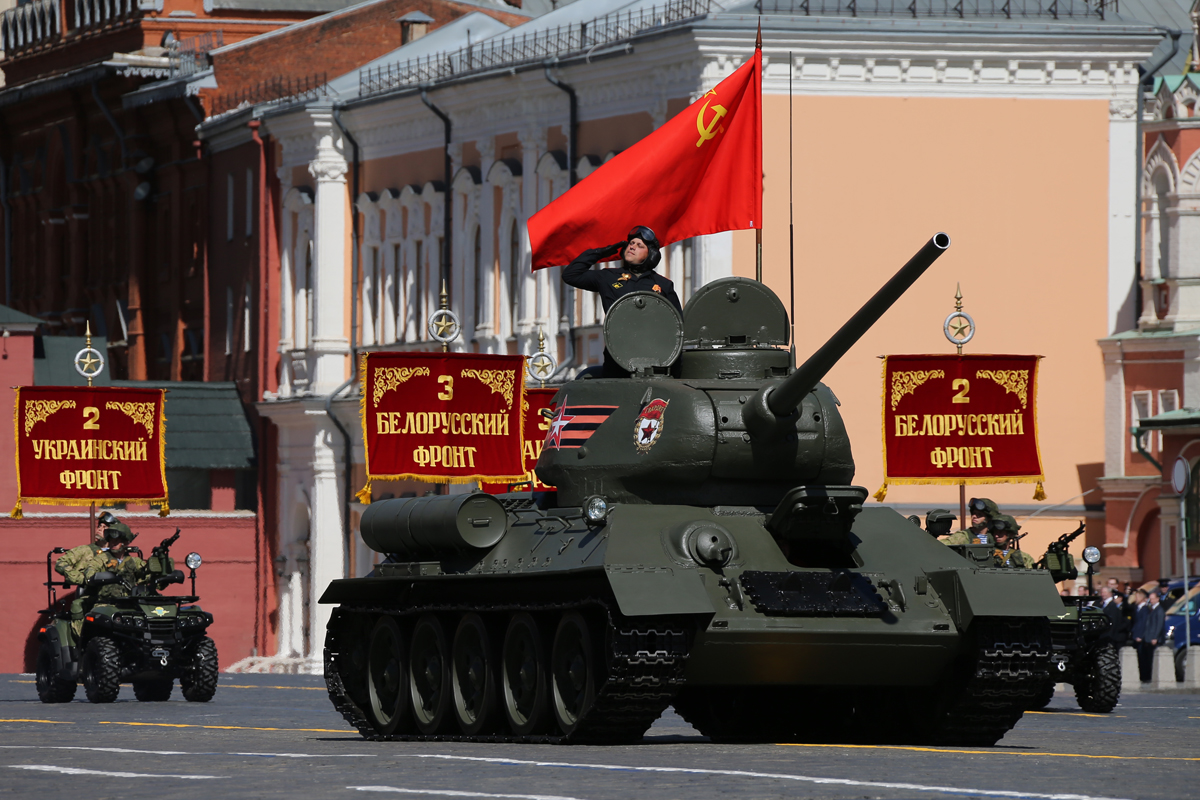
Um T-34-85 coberto com símbolos soviéticos desfilando na Praça Vermelha na celebração do Dia da Vitória de 2018.

- Situação operacional: Em reserva secundária na Rússia[2][3]

## Outros Utilizadores
- Angola
- Moçambique
- Guiné-Bissau
- Síria
- Egito
- Vietname
- Polónia
- Cuba

## Variantes
- T-34/76A - Modelo produzido de 1940.
- T-34/76B - Modelo produzido de 1941.
- T-34/76C - Modelo produzido de 1942 com maior armadura.
- T-34/76D - Modelo produzido de 1943.
- T-34/76E - Modelo produzido de 1943.
- T-34/76F - Modelo produzido de 1943.
- T-34/85 - Modelo produzido de 1943 com uma arma de 85mm.
- Panzerkampfwagen T-34(r) - T-34 capturado pela Alemanha.